# Xenaspis extranea
Xenaspis extranea är en tvåvingeart som beskrevs av Mario Bezzi 1916. Xenaspis extranea ingår i släktet Xenaspis och familjen bredmunsflugor. Inga underarter finns listade i Catalogue of Life.